# Hundested
Hundested (udtale: [ˈhunəsdɛð]?) er en havneby i Nordsjælland med 8.538 indbyggere  (2024), beliggende på halvøen Halsnæs i Torup Sogn. Byen tilhører Halsnæs Kommune og ligger i Region Hovedstaden.
I begyndelsen af 1800-tallet begyndte garnfiskerne fra Lynæs at lande deres skibe på stranden ud for revet. I løbet af 1830'erne byggede mange af fiskerne beboelseshuse på stedet. I takt med, at skibene blev større, måtte havnen udvides. Oprindeligt havde havnen blot bestået af nogle risgærder, der gik ud i vandet. Med tiden udviklede Hundested Havn sig til en moderne trafikhavn.
Jernbanen kom til Hundested i 1916 som forlængelse af Hillerød-Frederiksværk-banen.

## Havnen
I 1927 blev der oprettet en færgeforbindelse til Rørvig. Grenaa-Hundested Linien var aktiv i perioden 1934-1996, men forsvandt som følge af konkurrerende selskabers mere attraktive forbindelser til Jylland.
Hundested Havn består i dag af fiskerihavn, færgehavn, godshavn, containerhavn og lystbådehavn.
Der ligger flere fiskehandlere på havnen, og i 2008 blev et glaspusteri indviet. Flere kunstnere er i disse år med til at skabe nyt liv på havnefronten, herunder med den årlige sandskulpturfestival.
I årene 2010-2012 er der kommet flere aktiviteter på havnen, eksempelvis et bryghus i det gamle vodbinderi/smedeværksted. Her serveres hjemmebrygget øl og lette anretninger.
Fiskeriets og Havnens Hus fortæller om havnen gennem tiden. Der arbejdes på at skabe et maritimt oplevelsescenter i nye bygninger på Hundested Havn.
Der er opsat en nyrestaureret Hundested-motor, som man ved lejlighed kan høre i gang. Havnen er blevet et kulturcentrum for Hundested med gallerier, caféer og spisesteder.

## Kendte personer
- Ole Wedel, byrådsmedlem.
- Anders Blichfeldt, sanger.
- Ketil Teisen, tv-vært.
- Lisbeth Davidsen, journalist.
- Morten Nordstrand, fodboldspiller.
- Povl Dissing, sanger.
- Tomas Villum Jensen, skuespiller og filminstruktør.
- Tue West, sanger.
- William Jøhnk Nielsen, skuespiller.
- Knud Rasmussen, dansk/grønlandsk polarforsker.

## Attraktioner
Byens sandskulpturfestival fra maj til september er en sand opvisning af fantasifulde og smukt udførte sandskulpturer. Kunstnere fra ind- og udland arbejder i lang tid på at forme skulpturer ud fra forskellige temaer. Sandskulpturerne kan stå i flere måneder og overlever selv hård regn.
I havnen, med vandet som nabo, ligger i en sort bygning glasværkstedet Glassmedjen, som blev indviet i 2008. Her eksperimenteres der med gamle og moderne teknikker. Man kan dagligt opleve glassets forvandling fra råmateriale til færdig kunst, når glaspusterne arbejder i værkstedet.
I Knud Rasmussens Hus er indrettet museum med effekter fra hans Grønlands-ekspeditioner. Huset ligger naturskønt med udsigt over vandet i bakkerne nordøst for havnen. Der er knapt to kilometer at gå.

## Historie
Stedbetegnelsen, anført som Hundested Aaß, Hunder steed leed m.fl. nævnes første gang i markbogen fra 1682. (Lands)bynavnet forekommer første gang i en kirkebog fra 1841. Lokalhistoriske kilder beretter senere om en meget stor "Hundesten", der lå i strandkanten ved det allerførste lodshus på stedet, hvor nuværende Sydhavnsvej munder ud i Strandvejen. 
Navnets oprindelse er fortsat ukendt. Det KAN referere til dyrenavnet 'hund'. Sammenhæng med 'sæl'hunde er dog  tvivlsom, idet sælhund ikke er registreret i dialekter nord for Møn. 

### Skrønen
En turistbrochure fra 1963 fortæller at der tidligere fandtes et stenrev, som strakte sig i nordvestlig retning fra Spodsbjerg og langt ud i havet. I følge denne levede og ynglede et meget stort antal sæl(hunde) der, og flere danske konger, kom til Hundested for at jage sæler.
Revets sten skulle senere være blevet fjernet og brugt til fundament for Københavns søbefæstning, og da store dele af stenrevet forsvandt, satte det fart på kysterosionen, hvilket de stejle skrænter ved Spodsbjerg skulle vidne om..
Gamle søkort og andre historiske kilder modsiger alt dette som en moderne myte. 
Hvad der imidlertid ikke er en myte er, at der siden år 1900 er blevet opfisket 20 - 25 millioner tons søsten i danske farvande, herunder sydlige Kattegat, hvor stenområder som f.eks. det nærliggende Torup Flak, fik vanddybden øget fra "under en meter" til 6-8 meter.[kilde mangler]

## Galleri
- Lynæs Kirke i Hundested.
- Knud Rasmussens Hus i Hundested.